# 장이양
장이양(중국어 간체자: 张艺洋, 정체자: 張藝洋, 병음: Zhāng Yìyáng, 한자음: 장운양, 1990년 5월 1일~2024년 12월 18일)은 중화인민공화국의 가수, 배우이다. 

## 생애
2015년부터 울부짖는 남자 등의 앨범을 내면서 가수로 활동했다. 2022년 2월에 16살 미성년자 여자친구를 잔인하게 살해한 혐의로 2024년 12월 18일에 총살형으로 사형됐다.

## 수상
- 2019년 제12회 국가영화예술상 '진상상(金像)'
- 2019년 중국 신인남자배우상